# レギオン (架空の怪獣)
レギオンは、映画『ガメラ2 レギオン襲来』（以降、『2』）に登場する宇宙怪獣。

## 概要
隕石と共に地球へ飛来した未知の宇宙生物。炭素化合物（有機物）で形成されている地球上の生物とは異なり、ケイ素（シリコン）の化合物で形成されているケイ素生物であり、未知の絶縁体で構成された甲殻は各種の電磁波を反射する。
「レギオン」とは、新約聖書のマルコによる福音書5章9節に現れる言葉。「主が、『おまえの名は何か』とお尋ねになるとそれは答えた。『我が名はレギオン。我々は、大勢であるがゆえに』」で、ローマ軍団のレギオン（古典ラテン語：legio）から転じているが、聖書では男に取り付いた悪霊が自らのことを指して呼んでいる。劇中では、ガメラに群がるソルジャーレギオンの大群を見た陸上自衛隊隊員により、「大勢／多数」の意味から名づけられた。なお、作中における「レギオン」という呼称は略称に過ぎず、正式呼称は「Symbiotic Legion」となっている。
次作『ガメラ3 邪神覚醒』（以降、『3』）にも、『2』の映像流用で登場している。
また、てしろぎたかしによるコミカライズ版では、穂波の弟で祖父をギャオスに殺害されている主人公の海斗を含む子供達の想いが光の帯（映画版でのマナに該当）となってガメラに届く他にも、映画版で養老孟司が演じた北海道大学の教授の活躍も描かれていて、レギオンの命名主となった他にもレギオンへの対策として「拡散イオン砲」を開発している。

### 制作
伊藤和典によるイメージは「拡散する恐怖」。当初、平成ガメラシリーズ2作目の敵怪獣の候補にはギロンやバルゴンやジャイガーが挙がっていたが、ギロンの手裏剣などの理由から没になり、自由な発想ができるよう新たな宇宙怪獣に決まった。なお、金子修介によれば、レギオンはギロンがモデルではなく伊藤和典が設定を考えて命名したオリジナル怪獣であり、彼が設定をまとめる前には樋口真嗣が「外骨格でいきたい」と要望したほか、自身はデザインを促すようなスケッチ画を描いたという。また、当時のコンセプトアートにはギロンとウルトラマンとムカデンダーが比較用に描かれており、マザーレギオンのデザインや造形はジグラやムカデンダーやビオランテやデストロイアにも影響を受けているという。ソルジャーレギオンに関しては、H・R・ギーガーのエイリアンやダイナミックプロ作品との類似性が言及されている。
金子は『宇宙大怪獣ギララ』をイメージした頭部で初期デザインを描いており、ヘラクレスオオカブトやバッタ、カニ、エビ、シャコなどといった節足動物がマザーレギオンのデザインモチーフとなっている。巨大レギオンのスーツ造形は品田冬樹が行っているが、金子は造形処理ディテールのイメージにオーラバトラーのサーバイン（を品田が『B-CLUB』で造形したフィギュア）を指定しているという。前述のような節足動物をモチーフにしたデザインにより、演じるスーツアクターのフォルムを感じさせないよう工夫された。
地球に到来する隕石の描写やレギオンと連携して存在する巨大なレギオンプラント（草体）は、金子や伊藤がジュランやガラモンを登場させようと考えていた『ウルトラQ』の映画化企画（『ウルトラQ ザ・ムービー 星の伝説』の前身）が中止されたことに影響を受けており、実際にレギオンプラントは製作陣から「マンモスフラワー」と呼ばれていた。
準備稿の段階では、マザーレギオンの他にも別個体の超大型レギオンが登場する予定であり、マザーレギオンはガメラの「ホーミング・プラズマ」から超大型レギオンの盾になって撃破され、超大型レギオンもプラズマ火球のゼロ距離発射によって殲滅されるという構想になっている。
マザーレギオンはスーツアクター3名で動かす大型スーツが造形された。直立した前方の半身に吉田瑞穂が立った姿勢で、平たい下半身には田村浩一が仰向けに入り、下半身の補助として佐々木俊宜が外部から操作した。ソルジャーレギオンは秋山智彦、渡部佳幸、小林勇治、中田晶宏が演じた。操演は根岸泉と上田健一が務めた。

## 生態
全長160メートルの大型個体「マザーレギオン」および体長1 - 2メートルの小型個体「ソルジャーレギオン」は、樹高100メートルの植物状の生物「レギオンプラント（草体）」と密接に共生している。
プラントの種子には、レギオンの卵が産みつけられている。宇宙空間を漂流しているプラントの種子が地球のような惑星に落下すると、まずマザーが孵化し、胸部のエッグチャンバーで無数のソルジャーを生み出す。マザーとソルジャーは土の中に含まれる二酸化ケイ素を食べ、その過程で大量の酸素ガスを放出する。やがて発芽したプラントは、マザーとソルジャーが放出した高濃度の酸素ガスを吸収して急成長し、巨大な花状の器官「レギオンフラワー」を開花させる。フラワーは成熟すると、核爆発に匹敵する大爆発を起こし、次世代のプラントの種子と、産みつけられたレギオンの卵を宇宙空間に打ち上げる。レギオンとレギオンプラントは、このようにして宇宙を渡ってきたとされる。
地球上の生物は、レギオンとは共存できない。上記の性質に加え、レギオンの放出する膨大な量の酸素ガスによって大気の成分割合が改変され、生態系が破壊されるためである。また、マザーおよびソルジャーは不可視の電磁波を個体間のコミュニケーションに用いており、特定波長の電磁波の発生源を会話を阻害する「敵」とみなして攻撃する。劇中では、携帯電話を（電源を入れた状態で）所持している人間やパチンコ店のネオンサイン、通信施設のアンテナなどを攻撃している。また、レギオンが札幌や仙台のような大都市を標的にしたのは、電磁波を発する敵がいる土地を攻撃し、占領するための行動と推測された。
ソルジャーには筋肉に相当する器官が存在せず、体内に詰まったガスの圧力で関節を動かしている。
その生態や未知の地球外生命体であるがゆえの情報の少なさから、劇中では「見えない軍隊」と例えられている。

### 本編での活動
最初の種子は、北海道札幌市郊外の支笏湖付近に隕石のように落下する。ソルジャーの群れは人工物に含まれるガラス（珪素）を吸収しながら地下を移動した後、すすきの駅付近にて地下鉄の乗員乗客と彼らの救助に向かった機動隊を襲撃し、大勢を殺傷する。その後、百貨店の地下にて種子が発芽し、店を突き破って地上に巨大な花状構造のレギオンフラワーを開花させる。大爆発を伴う種子の打ち上げが迫る中、地下鉄構内に張ったプラントの根を自衛隊に破壊され、フラワーは活動を停止する。そこへガメラが飛来し、プラズマ火球でフラワーをプラントもろとも破壊して種子の打ち上げを阻止するが、地下から現れた無数のソルジャーに攻撃され、空に撤退。マザーも姿を現して南方に飛び去ったところをスクランブルした航空自衛隊のF-15J戦闘機にミサイルで撃墜された後、巨大な翅が海上にて回収されたことから、死んだものと分析される。
やがて、新たなプラントが宮城県仙台市仙台駅前に出現し、札幌よりも温暖な気候が影響して急成長した結果、すぐにフラワーを開花させる。種子の打ち上げを阻止するために再び飛来したガメラの前には完全体に成長したマザーが立ちはだかり、仙台からの避難民を乗せたヘリコプターCH-47が発着する霞目飛行場にて激突する。戦いの影響で未だ離陸できないCH-47を庇いながら戦わざるを得ないガメラに対してマザーは有利に立ち回り、深手を負わせた後に地中へ逃走する。ガメラはかろうじてプラントにたどり着くが、完全に破壊する前に大爆発が起こって仙台市は消滅し、ガメラ自身も焼き尽くされる。しかし、爆発直前にガメラがフラワーを引き倒して爆発で発射された種子を受け止めていたことから、種子発射はまたも失敗する。
二度も種子の打ち上げをガメラに妨害されたマザーは、総力を挙げて東京を目指す。それを阻止するために防衛出動した自衛隊も三次に渡る防衛ラインを構築するが、栃木県足利市の足利市立松田小学校付近に出現したマザーは待ち構えていた陸上自衛隊戦車大隊の攻撃を一蹴し、続く航空自衛隊のF-1支援戦闘機編隊による爆撃も構わず第一次防衛ラインを突破し、第二次防衛ラインに迫る。マザーは復活したガメラをも苦戦させながら第二次防衛ラインも突破するが、NTT職員の機転によって名崎送信所から最大出力で電波が送信された結果、事前に放っていたソルジャーの群れがマザーから引き離されて名崎送信所へ向かったことや、自衛隊がガメラの援護に回ったことから、形勢を逆転される。ソルジャーの群れは名崎送信所のアンテナに群がったところをAH-1S対戦車ヘリコプター隊のハイドラ70ロケット弾攻撃で殲滅され、マザーも干渉波クローを79式対舟艇対戦車誘導弾で破壊されたうえに大角をガメラにもぎ取られたことから怒り狂って猛攻撃に出るが、栃木県利根川の最終防衛ラインにてガメラのウルティメイト・プラズマに遭い、跡形もなく粉砕された。
こうして、地球におけるレギオンの繁殖は失敗に終わった。

## データ

### マザーレギオン（巨大レギオン）
甲殻類に似た構造を持つ。珪素質で構成される体組織は半導体の化学構造に似ている。高い耐久力を持ち、自衛隊の攻撃にはほぼ無傷で耐える。好物は珪素（シリコン）。
劇中では「マザーレギオン」の名称は登場せず、「巨大レギオン」と呼称される。また、飛行能力を持っている成長途中の状態は「亜成体」「幼体レギオン」などと表記される（劇中で呼称する場面は無い）。
主要器官
ハイバンド電子眼（目）あらゆる波長の電磁波を視覚として認識できる。普段は青色だが、興奮すると赤く発光する。
口（大角）左右に開く大きな角状の器官でマイクロ波を集束して打ち出す。マイクロ波シェルを打ち出そうとした隙を突いて、ガメラに力ずくでもぎ取られた。中心にある部分からはレッドロッドを複数本発生させられる。
エッグチャンバー（卵巣）腹部にあるオレンジ色に発光する器官。1時間で100匹単位のソルジャーレギオンを生み出す。最終決戦で、ガメラのエルボークローによって破壊される。
スレッジアーム（大槌腕）武器としても使われる前脚で、地中潜行時には掘削機ともなる。
サイズレッグ（太鎌脚）鎌のような2本の後脚。自在に動き可動範囲が広く、体正面に突き出したり、地中に潜った状態から地上の敵を攻撃することもできる。パワーも強く、飛来したガメラを叩き落としたり、ガメラの甲羅の端部を大きく削り取るほどの威力がある。
甲羅甲羅状の外骨格は硬質シリコン樹脂によく似た絶縁物質でコーティングされ、あらゆる攻撃を弾き返す。
干渉波クロー頭部の周りに10本（5対）の爪状器官がパラボラ型に配置されており、各種の電磁波を放射する。主にソルジャーレギオンとの交信にも使われるが、ガメラのプラズマ火球を中和して無効化したり、通信や電子機器などに干渉して妨害することも可能。ただし、デリケートな器官であるため耐久性は低く、有線誘導式のため完全に妨害しきれなかった79式対舟艇対戦車誘導弾の直撃で破壊されている。欠損のある状態ではプラズマ火球を無効化しきれない。
主な攻撃手段
マイクロ波シェル頭部の大角＝口部分が左右に開いた状態で、身体の最上部にある大きな角と分かれた角の3本の間でマイクロ波を収束し、打ち出す。青く発光する光線で、命中した対象物は一瞬で高温に加熱され、蒸発する。劇中ではガメラの甲羅に直撃して直撃部分を抉った他、陸上自衛隊戦車大隊にも使用し、大隊損耗率50パーセントに及ぶほどの大打撃を与えた。直撃部分は霞目駐屯地の強固に舗装された地面を抉り、クレーターを穿つほどの破壊力を誇る。
レッドロッド（赤熱鞭）大角を引きちぎられた頭部の中心の口部分から飛び出す赤く発光する触手。常に細いが自在に動き、高熱を発して威力も高い。付近のビルや電柱はもとより、ガメラの身体をもやすやすと切り裂き貫く。レギオン・ビュートと呼称している資料もある。

### ソルジャーレギオン（小型レギオン）
マザーレギオンによって生み出される兵隊。ケイ素を主成分とする結晶構造の硬質の外殻で全身を覆われている（劇中で撮影された体組織の電子顕微鏡写真は帯津から「半導体の構造に酷似している」と表現されている）。劇中では「ソルジャーレギオン」の名称は登場せず、「小型レギオン」と呼称される。別称は「群体レギオン」。また、成長して飛翔する能力を持ったソルジャーレギオンは「翔レギオン（）」と呼称される。飛行速度は劇中の自衛隊の報告によると150 km/h(81 kt)。 
胴体中央に大きな1つの眼を持ち、その両端に小さい眼が2つずつ、計5つの眼を持つ。攻撃的な性格で自分達と異なる周波数の電波を発する生物・物体に対して苛烈に攻撃を加える性質を持つ他、マザーレギオンから発せられる特殊な電磁波がフェロモンのように作用し、名前の通り統率の取れた軍隊の如く集団で対象に襲いかかる。マザーレギオンのように光線状のマイクロ波を撃つことはできないが、近距離にマイクロ波による加熱攻撃と鋭い脚による刺突を用いて対象を攻撃する。あらゆる電磁波を視覚として認識可能。ただし電波が発生するもの・電磁波を帯びるものを持っていなければ敵性存在と判断されず、自分から襲うことはない。草体活性化時には活動しない特徴があり、その死骸が発見された場所にはほぼ確実に草体が繁殖している。
劇中ではケイ素を摂取するためにキリンビール千歳工場で出荷前の1万ダース分のビール瓶を集団で食い荒らした後、自身らが発する電波と異なる電波が多く飛び交う札幌市内に侵入。その際に札幌市南部一帯の光ファイバーケーブル網を食い荒らし、深刻な通信障害を発生させている。その後札幌市営地下鉄に侵入し、坑内を採掘でズタズタにした後にその区画に運悪く進入してきた車両を攻撃。車両の運転席のガラスを吸収し、鋭利な爪で携帯電話やラジオ、無線機を持つ車両内の乗員・乗客や駆けつけた機動隊員を殺害した。坑内では草体種子の打ち上げの起爆剤としての酸素を生成する役割も担っており、その高酸素環境を利用され自衛隊の仕掛けた爆薬による被害を草体共々受けている。草体がガメラにより破壊された際、集団でガメラに取り付きマイクロ波の加熱攻撃でガメラを戦闘不能に追い込むも、変電所から漏れる電磁波に一部個体群が反応し、変電所に移動。変電所に攻撃を加えた結果、感電死している。その後仙台市郊外のパチンコ屋のネオンサインに攻撃して感電死した個体が発見されたことでネオンサインの可視光線と電磁波に共通する一定の波長の電波で誘導可能であることが判明する。
足利市〜埼玉県境にかけての首都防衛戦では、自衛隊の防衛ライン攻撃の先遣隊として羽根を開いた飛行形態で各陣営を攻撃している最中、復活したガメラが乱入。マザーからの指示で急遽ガメラを攻撃目標に変更したが、電磁波に反応する性質を逆手に取ったNTT北海道職員・帯津の機転で名崎送信所におびき寄せられ、アンテナに群がったところをAH-1S対戦車ヘリコプター部隊によるハイドラ70ロケット弾の攻撃によって一掃された。また、名崎送信所内に侵入した1体は渡良瀬が9mm拳銃の連射で駆逐した。通常はマザーからの電磁波コントロールによって統率された行動を取るが、前述のようにより強い電磁波を感知するとコントロールを無視してその電磁波の対象を攻撃するという融通の効かない性質があり、そこを逆手に取られて最終決戦では結果的に殲滅されてしまった。
- ソルジャーレギオンの着ぐるみは3体製作され、スタッフからキャンディーズにちなんで「ラン」「スー」「ミキ」と呼称されていた。担当は秋山がラン、渡部がスー、小林と中田がミキ[8]。札幌でガメラに群がるシーンおよびマザーから飛翔シーンはCGI、ガメラを集団で攻撃するシーンは1000個超のプロップをガメラの着ぐるみにくくりつけて撮影されている[9]。

### レギオンプラント（草体）
レギオンが繁殖に使う、植物に似た共生生物。レギオンが放出する酸素ガスを吸収して成長し、最後には自爆して種子を宇宙空間に打ち上げる。種子にはレギオンの卵も産みつけられている。レギオンと草体は、互いに欠かすことのできない存在となっている。完全に成長し切る前ならば焼却することも可能。根っこを爆破すると、活動を停止・遅滞させることができるようで、電磁波の放射も停止する。 
札幌と仙台に出現。札幌ではガメラの火球により炎上し、未然に発射は阻止されたが、仙台では霞目飛行場におけるマザーレギオンの妨害により、爆発前の阻止に失敗。ガメラが直前に草体を引きずり倒し、種子を受け止めたために宇宙への発射は防がれたものの、種子の直撃と爆発によってガメラは仮死状態に、仙台は消滅した。暖かい場所では成長が早くなる傾向があり、仙台では短時間で種子発射段階まで変化している。活性化すると、夜間であれば花の上に緑色のオーロラが確認される。帯津による計算では、打ち上げ時の酸素爆発によって札幌市中心部6キロメートル四方の範囲は確実に壊滅するという結果が出た。
劇中では「レギオンプラント」の名称は登場せず、一貫して「草体」と呼称される。

## 『ガメラ3』との関連
レギオン自体は地球外生命体であり、地球への飛来も偶然によるものとされていた。しかし、『ガメラ3 邪神覚醒』では地球（特に日本）でのマナの消耗が、レギオンの飛来と何らかの形で影響していた可能性が指摘されている。また、レギオンの飛来とガメラにマナを消耗させて放ったウルティメイト・プラズマを発動させたことが、『3』におけるギャオス・ハイパーの大量発生とイリスの出現の原因となったのではと推論されており、『2』の終盤で死亡したものの、その後の人類とガメラに大きな爪痕を残す形となっている。これに関しても、ガメラ自身も覚悟を決めたうえで最後に取った選択だったのではとも推測されている。